# Valentin Dommanget
Pour les articles homonymes, voir Dommanget.
Valentin Dommanget, né en 1988 à Châlons-en-Champagne, est un artiste français multidisciplinaire. Il vit et travaille entre la France et le Japon.

## Éléments biographiques
Né en 1988 à Châlons-en-Champagne, il obtient une licence en Design de Mode, Textile et Environnement à l'Ecole nationale supérieure des arts appliqués et des métiers d'art de Paris puis complète son cursus avec un master Fine Art à la Central Saint Martins College of Art and Design de Londres dont il sera diplômé en 2014. Dès la fin de ses études, il sera représenté professionnellement sur la scène internationale par la galerie parisienne Lily Robert, puis co-directeur du non-profit artist-run space State of the Art, à Berlin,. Il poursuit ensuite sa carrière entre l'Europe et le Japon, où il développe des collaborations avec des marques telles que Adidas, Parco, H-Fractal, Magic: the Gathering.  

## Travaux
Son travail est hybride, cependant ses recherches sont axées principalement vers la peinture, la sculpture, l'installation, la céramique et le digital notamment via la réalité virtuelle.  
Sa pratique plastique et conceptuelle unissent les techniques numériques à des techniques artistiques traditionnelles et historiques afin de créer des œuvres hybrides liant des gestures ancestrales à des caractéristiques esthétiques issues de la culture internet. 
Son œuvre est perçue en tant que reflexions sur la capacité créatrice de l'intelligence artificielle dans le champ de l'art contemporain,, une ouverture concrète et positive sur les champs des possibles de la cybernétique et la robotique. 

Ses concepts sont inspirés des théories du transhumanisme, de l'animisme et à mettre en lien avec des recherches amorcées particulièrement par le mouvement Supports/Surfaces ou l'abstraction.

## Expositions
- 2013 : In Transit, V22, Londres
- 2013 : Metamorph, Hoxton Garage, Londres
- 2013 : Art Auction / CSM, Lethaby Gallery, Londres
- 2013 : Tomorrow, I'll be Elsewhere,Royal Academy of Arts, Londres
- 2013 : Big Space Exhibition, The Street CSM, Londres
- 2014 : Live In Your Dreams !,Stéphane Verlet, Crypt of St Pancras Church, Londres
- 2014 : Stop it !, Postgraduate Show at UAL Central Saint Martins, Londres
- 2014 : Far In Out, Galerie Triangle Bleu, Stavelot
- 2015 : Digital Stretcher Studies, Galerie Olivier Robert, Paris
- 2015 : ArtGenève, booth Galerie O.R., Genève
- 2015 : Forms Follow Information, Biennale Internationale, St-Etienne
- 2015 : ArtBrussels, booth galerie Triangle Bleu, Brussels
- 2015 : 60e Salon de Montrouge, Ville de Montrouge
- 2015 : This New Feeling , UAL Central Saint Martins, Londres
- 2015 : Ça Charge, Drawing Room, La Panacée, Montpellier
- 2015 : Thanks Esbama!, ESBAMA, Montpellier
- 2015 : YIA art fair, Booth Lily Robert, Paris
- 2015 : Luxembourg Art Week, booth Triangle Bleu, Luxembourg
- 2015 : Art is Hope, René-Julien Praz at Piasa, Paris
- 2016 : Bricks & Clicks / The Mercury Theatre, Le Châssis / Elsa Philippe at Galerie Christophe Gaillard, Paris
- 2016 : Only Lovers, Le Coeur, Paris
- 2016 : How to make an Exhibition (Part 1/2), Le Châssis / Les Barreaux, Paris
- 2016 : En Piste!, BAL Museum, Liège
- 2016 : Summer Show #1, Lily Robert gallery, Paris
- 2016 : How to Make an Exhibition, galerie Triangle Bleu, Stavelot
- 2016 : Luxembourg Art Week, booth Galerie Triangle Bleu, Luxembourg
- 2017 : O.S., State of the Art, Berlin
- 2017 : There, Display, Berlin
- 2017 : Terre Fertile, galerie Triangle Bleu, Stavelot
- 2017 : The Museum Has Abandoned Us, State of the Art, Berlin
- 2017 : Alliage, ARC Museum, Le Creusot
- 2017 : All-Star Auction Show, State of the Art, Berlin
- 2018 : ESC(ape)/CTRL,  Lily Robert gallery, Paris[6]
- 2018 : Feÿ Rencontres d'Arts, Château du Feÿ, Villecien
- 2018 : Bienvenue Art Fair, booth Lily Robert gallery, Cité Internationale des Arts, Paris
- 2019 : À (Re)Voir Sans Modération, at galerie Triangle Bleu, Stavelot
- 2019 : Artist Residency La Palmeraie, Bouskoura
- 2019 : Low Res, Centre d'Art Rue de Tanger, Casablanca
- 2020 : Collection David Brolliet, Fondation Fernet-Branca, Saint Louis
- 2021 : B1(Ultra)Safe, Anagra gallery, Tokyo
- 2021 : Fashion Capsule Spring/Summer, Muze Gallery, Tokyo
- 2021 : P.O.N.D., Gallery X - PARCO Shibuya, Tokyo
- 2022 : ADIDAS, Adidas Original flagship store Harajuku, Tokyo
- 2023 : Illusions, Tokyo International Gallery, Terrada Art Complex II, Tokyo
- 2023 : Magic: the Gathering 30th Anniversary Celebration, Miyashita Park, Tokyo
- 2024 : Archive,  Tesson Project Space, Paris